# Norbert Seeuws
Norbert Seeuws (né le 19 août 1943 à Gand) est un coureur cycliste belge. Professionnel de 1966 à 1979, il a obtenu ses succès sur piste.

## Palmarès

### Six jours
- Six jours de Charleroi : 1969 (avec Patrick Sercu)
- Six jours de Milan : 1970 (avec Dieter Kemper)
- Six jours de Montréal : 1972 (avec Julien Stevens)

### Championnats nationaux
- Champion de Belgique de poursuite par équipes amateurs : 1963 (avec Roger De Clercq, Roger De Wilde et André Oosterlinck)
- Champion de Belgique de poursuite : 1969
- Champion de Belgique de l'américaine : 1970 (avec Patrick Sercu)